# 森重かをり
森重 かをり（もりしげ かをり、1968年 - ）は、日本の実業家、ルピシア代表取締役社長。

## 人物・経歴
1968年東京都生まれ。1991年立教大学理学部化学科卒業。1993年東京工業大学大学院修士課程修了、資生堂入社。1999年レピシエ（現ルピシア）入社。常務取締役営業本部長などを経て、2016年10月から代表取締役社長。